# Gunda Niemann
Gunda Niemann-Stirnemann, geboren als Gunda Kleemann (Sondershausen, 7 september 1966), is een (Oost-)Duits voormalig schaatsster.
Ze wordt beschouwd als een van de meest succesvolle schaatssters aller tijden. Zo werd ze negentienmaal wereldkampioen, achtmaal Europees kampioen en driemaal olympisch kampioen. Ze begon haar internationale schaatsloopbaan in november 1987 op 21-jarige leeftijd bij de World Cup in Berlijn. Ze stond meteen op het podium met een tweede plaats op de 3000 meter. In oktober 2005 beëindigde Niemann haar carrière wegens een slepende rugblessure. De WK Afstanden van 2004 in Seoel zouden achteraf haar laatste wedstrijden zijn.

## Biografie
Niemann begon pas relatief laat met schaatsen. Gedurende haar kinderjaren probeerde ze verschillende sporten waaronder wielrennen, zwemmen, volleybal, tafeltennis en atletiek. In 1981 begon ze als hordeloopster bij de SC Turbine Erfurt. Twee jaar later merkte ze dat haar vorderingen onvoldoende waren. Ze kwam pas in 1983 met schaatsen in aanraking. Andrea Höse bracht haar de schaatspassen bij. Haar eerste internationale succes was in 1988, toen ze tweede werd op het EK Allround. Een jaar later won ze het EK allround en werd tweede op het WK Allround. Haar eerste olympische medaille won ze tijdens de Olympische winterspelen van 1992. Dit alles combineerde ze met het werk als archiefmedewerker. Na deze successen bleek ze vervolgens gedurende de gehele jaren '90 de lange en middenafstanden bij het vrouwenschaatsen te beheersen en was daarbij nagenoeg onverslaanbaar.

### Carrière

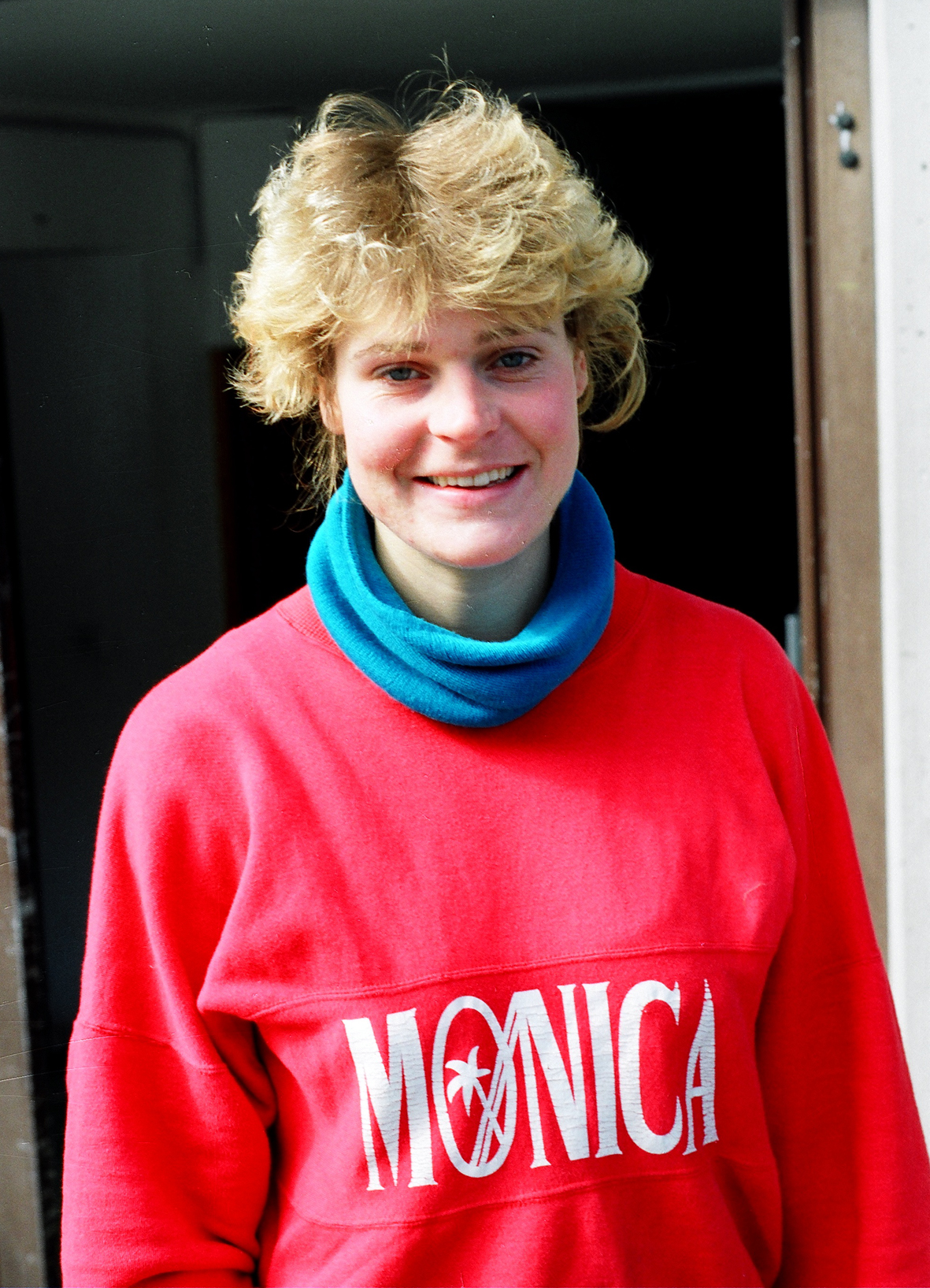
Niemann als Oost-Duitse

Niemann nam viermaal deel aan de Olympische Spelen, op drie spelen (Albertville '92, Lillehammer '94 en Nagano '98) behaalde ze acht medailles (3x goud, 4x zilver, 1x brons). Niemann was in 1994 favoriet op de lange afstanden, maar kwam op de 3000 meter na 500 meter ten val en nam opponente Seiko Hashimoto mee in haar val. Niemann krabbelde op, maar hervatte in de verwarring haar race in de verkeerde baan waardoor ze werd gediskwalificeerd.
Niemann nam dertienmaal deel aan het EK Allround, stond elfmaal op het erepodium (8x eerste, 3x tweede) en behaalde hier 44 afstandmedailles (28x goud, 10x zilver, 6x brons). Ze nam twaalfmaal deel aan het WK Allround, stond tien keer op het erepodium (8x eerste, 2x tweede) en behaalde hier 32 afstandmedailles (24x goud, 6x zilver, 2x brons). Ze nam zevenmaal deel aan de WK Afstanden (vanaf 1996) en behaalde hier veertien medailles (11x goud, 3x zilver). Ze stelde achttien keer een wereldrecord scherper, en ze had tot 2005 het wereldrecord op de voor dames incourante 10.000 meter bij de vrouwen in haar bezit. Haar tijd van 14.22,60 in 1994 (zonder klapschaats) werd pas in maart 2005 verbroken door Clara Hughes (14.19,73).
In 1995, 1996 en 1997 won zij de Oscar Mathisen-trofee driemaal op rij. Tot op heden is Niemann de enige langebaanschaatsster die deze trofee vaker dan eens won.
Op 21 december 2001 werd de ijsbaan in Erfurt, de Gunda Niemann-Stirnemann Halle, naar haar vernoemd.
Niemann wilde haar carrière in stijl afsluiten door nog één keer te vlammen op de Olympische Winterspelen in Turijn in 2006. Maar een paar dagen voor de Duitse kampioenschappen van het seizoen 2005/2006 kondigde ze aan definitief de schaatsen in het vet te laten. De slepende rugblessure, die haar ook in het seizoen 2004/2005 aan de kant hield, noodzaakte Niemann om al eind oktober 2005 haar zeer succesvolle carrière te besluiten.
Niemann was in 2014/2015 coach van de Duitse langebaanploeg in Erfurt als opvolger van Stephan Gneupel, maar na één seizoen neemt Peter Wild dit in 2015/2016 van haar over met daarin schaatsster Stephanie Beckert die niet langer wilde trainen onder Niemann. Sinds 2023/2024 is ze assistent-coach van bondscoach Peter Mueller.

## Persoonlijk
Na de scheiding in 1994 van haar eerste man Detlef Niemann, hertrouwde ze op 11 juli 1997 haar Zwitserse manager Oliver Stirnemann. Op 24 mei 2002 werd ze moeder van dochter Victoria Stirnemann, eveneens langebaanschaatser. In het seizoen na de bevalling (2003/2004) is ze weer sterk teruggekomen. Het seizoen 2004/2005 moest Niemann door een blessure aan zich voorbij laten gaan waarna ze stopte.

## Records

### Persoonlijke records
| Afstand      | Tijd     | Datum            | Baan           |
| ------------ | -------- | ---------------- | -------------- |
| 500 meter    | 40,34    | 6 februari 1999  | Hamar          |
| 1000 meter   | 1.20,57  | 13 november 2000 | Berlijn        |
| 1500 meter   | 1.55,62  | 4 maart 2001     | Calgary        |
| 3000 meter   | 4.00,26  | 17 februari 2001 | Hamar          |
| 5000 meter   | 6.52,44  | 10 maart 2001    | Salt Lake City |
| 10.000 meter | 14.22,60 | 27 maart 1994    | Calgary        |

### Adelskalender
Niemann heeft twee periodes aan de top van de Adelskalender gestaan: eerst van 24 januari 1993 tot 13 maart 1998 (1874 dagen) en een tweede keer van 14 maart 1998 tot 2 maart 2001 (1084 dagen). In totaal heeft Niemann 2958 dagen aan de top van de Adelskalender gestaan. In ruim acht jaar heeft Niemann dus één dag niet aan de top gestaan.
Hieronder staan de persoonlijke records (PR's) waarmee Niemann aan de top van de Adelskalender kwam en de PR's die zij had staan toen zij van de eerste plek verdreven werd. Tevens zijn de gegevens weergegeven van de schaatssters die voor en na haar aan de top van de lijst stonden.
| Datum      | 500 m | 1500 m  | 3000 m  | 5000 m  | Punten  | Voorganger / Opvolger     |
| ---------- | ----- | ------- | ------- | ------- | ------- | ------------------------- |
| 28-02-1988 | 40,71 | 2.01,00 | 4.12,09 | 7.17,12 | 166,770 | Andrea Ehrig-Mitscherlich |
| 24-01-1993 | 40,79 | 2.01,56 | 4.10,80 | 7.15,50 | 166,660 |                           |
| 20-02-1998 | 40,60 | 1.58,23 | 4.07,29 | 6.59,65 | 163,190 |                           |
| 13-03-1998 | 40,12 | 1.59,46 | 4.07,13 | 6.59,61 | 163,089 | Claudia Pechstein         |
| 14-03-1998 | 40,57 | 1.58,23 | 4.05,08 | 6.59,65 | 162,791 |                           |
| 24-02-2001 | 40,34 | 1.55,84 | 4.00,26 | 6.55,34 | 160,530 |                           |
| 02-03-2001 | 39,88 | 1.56,28 | 3.59,26 | 6.59,61 | 160,477 | Claudia Pechstein         |

## Resultaten
| Jaar | EK Allround        | WK Allround          | Olympische Spelen           | WK Afstanden             | Wereldbeker                             |
| ---- | ------------------ | -------------------- | --------------------------- | ------------------------ | --------------------------------------- |
| 1988 | · (, )             |                      | 7e 1500 m 7e 5000 m         |                          | 36e 500m 25e 1000m 22e 1500m 14e 3k/5k  |
| 1989 | · (5e, , )         | · (10e, 4e, , )      |                             |                          | 16e 500m · 10e 1000m · 1500m · 3k/5k    |
| 1990 | · (, )             | DSQ · (5e, , DSQ, -) |                             |                          | 29e 500m · 25e 1000m · 6e 1500m · 3k/5k |
| 1991 | · (, )             | · (4e, , )           |                             |                          | 13e 1000m · 1500m · 3k/5k               |
| 1992 | · (, )             | · (7e, , )           | 1500 m · 3000 m · 5000 m    |                          | 1500m · 3k/5k                           |
| 1993 | 6e · (21e, , )     | · (6e, , )           |                             |                          | 1500m · 3k/5k                           |
| 1994 | · (, )             |                      | 1500 m · DSQ 3000m · 5000 m |                          | 1500m · 3k/5k                           |
| 1995 | · (, )             | · (, )               |                             |                          | 26e 500m · 22e 1000m · 1500m · 3k/5k    |
| 1996 | · (, )             | · (6e, , )           |                             | · 3000 m ·               | 1500m · 3k/5k                           |
| 1997 | · (7e, , )         | · (, )               |                             | 1500 m · 3000 m · 5000 m | 1500m · 3k/5k                           |
| 1998 |                    | · (9e, , )           | 1500 m · 3000 m · 5000 m    | 1500 m · 3000 m · 5000 m | 1500m · 3k/5k                           |
| 1999 | 4e · (12e, 5e, , ) | · (7e, , )           |                             | 1500 m · 3000 m · 5000 m | 1500m · 3k/5k                           |
| 2000 | · (11e, , 6e, )    | · (8e, , )           |                             | · 3000 m · 5000 m        | 1500m · 3k/5k                           |
| 2001 | · (15e, , )        | DSQ (17e, DSQ, -, -) |                             | · 3000 m · 5000 m        | 1500m · 3k/5k                           |
|      |                    |                      |                             |                          |                                         |
| 2004 |                    |                      |                             | 5e 3000 m 4e 5000 m      | 5e 3k/5k                                |

DSQ = gediskwalificeerd

### Medaillespiegel
| Kampioenschap                | Goud · | Zilver · | Brons · |
| ---------------------------- | ------ | -------- | ------- |
| EK Allround                  | 8      | 3        | 0       |
| Olympische Spelen            | 3      | 4        | 1       |
| WK Afstanden                 | 11     | 3        | 0       |
| WK Allround afstanden        | 24     | 6        | 2       |
| WK Allround klassement       | 8      | 2        | 0       |
| Wereldbeker Afstanden Totaal | 98     | 24       | 9       |
| Wereldbeker Klassement       | 19     | 5        | 1       |

## Wereldrecords
| Nr. | Afstand         | Tijd     | Datum            | Baan           |
| --- | --------------- | -------- | ---------------- | -------------- |
| 1.  | 3000 meter      | 4.10,80  | 9 december 1990  | Calgary        |
| 2.  | 5000 meter      | 7.13,29  | 6 december 1993  | Hamar          |
| 4.  | Kleine vierkamp | 167,282  | 9 januari 1994   | Hamar          |
| 5.  | 3000 meter      | 4.09,32  | 25 maart 1994    | Calgary        |
| 6.  | 5000 meter      | 7.03,26  | 26 maart 1994    | Calgary        |
| 3.  | 10.000 meter    | 14.22,60 | 27 maart 1994    | Calgary        |
| 7.  | Kleine vierkamp | 165,708  | 16 februari 1997 | Nagano         |
| 8.  | 3000 meter      | 4.07,80  | 7 december 1997  | Heerenveen     |
| 9.  | 3000 meter      | 4.05,08  | 14 maart 1998    | Heerenveen     |
| 10. | Kleine vierkamp | 163,020  | 15 maart 1998    | Heerenveen     |
| 11. | 3000 meter      | 4.01,67  | 27 maart 1998    | Calgary        |
| 12. | 5000 meter      | 6.58,63  | 28 maart 1998    | Calgary        |
| 13. | 5000 meter      | 6.57,24  | 7 februari 1999  | Hamar          |
| 14. | Kleine vierkamp | 161,479  | 7 februari 1999  | Hamar          |
| 15. | 5000 meter      | 6.56,84  | 16 januari 2000  | Hamar          |
| 16. | 3000 meter      | 4.00,51  | 30 januari 2000  | Calgary        |
| 17. | 5000 meter      | 6.55,34  | 25 november 2000 | Heerenveen     |
| 18. | 3000 meter      | 4.00,26  | 17 februari 2001 | Hamar          |
| 19. | 5000 meter      | 6.52,44  | 10 maart 2001    | Salt Lake City |

#### Wereldrecords laaglandbaan (officieus)
| Nr. | Afstand         | Tijd    | Datum               | Baan       |
| --- | --------------- | ------- | ------------------- | ---------- |
| 1.  | kleine vierkamp | 170,622 | 17/18 januari 1990  | Heerenveen |
| 2.  | kleine vierkamp | 169,898 | 17/19 januari 1992  | Heerenveen |
| 3.  | kleine vierkamp | 167,283 | 07/09 januari 1994  | Hamar      |
| 4.  | kleine vierkamp | 165,708 | 14/16 februari 1997 | Nagano     |
| 5.  | kleine vierkamp | 163,020 | 13/15 maart 1998    | Heerenveen |
| 6.  | kleine vierkamp | 161,479 | 06/07 februari 1999 | Hamar      |